# Marco Meloni (pittore)

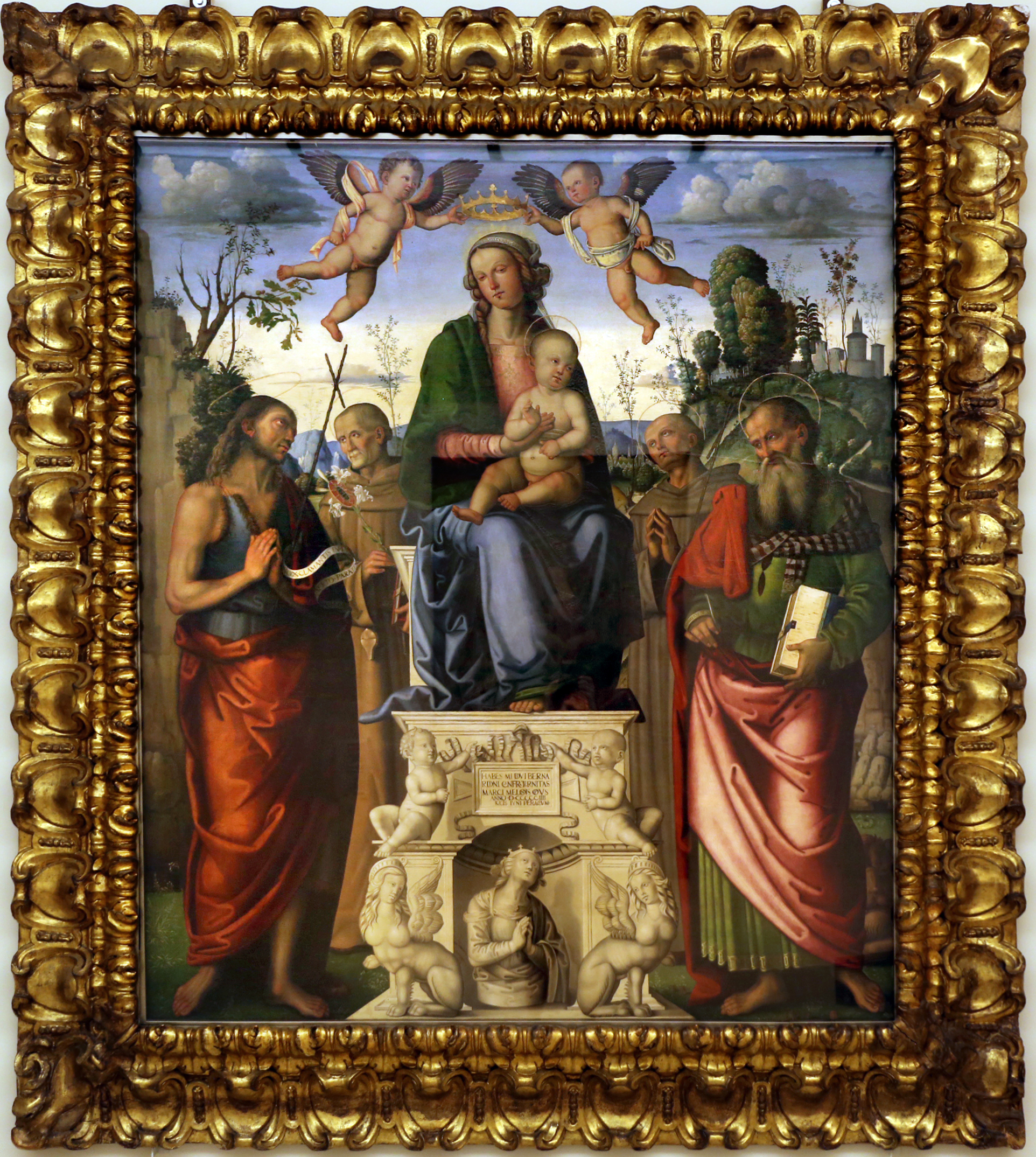
Marco Meloni, Madonna con Bambino e santi (1504)

Marco Meloni (Carpi, ... – ...; fl. XVI secolo) è stato un pittore italiano del Rinascimento.

## Biografia
Fu principalmente attivo a Modena e dintorni e apprese l'arte pittorica da allievo di Bianchi Ferrari e Francesco Francia. 
Tiraboschi afferma che venisse chiamato il Meloncino o il Carpigianino. Dipinse una serie di tele per la chiesa di San Bernardino da Siena, a Carpi, tra cui una Madonna in trono con Bambino e Giovanni Battista e i santi Bernardino da Siena, Girolamo, Francesco e Angeli (1505).